# Gaël Faye
Pour les articles homonymes, voir Faye.
Gaël Faye est un rappeur, chanteur, auteur-compositeur-interprète et écrivain franco-rwandais, né le 6 août 1982 à Bujumbura au Burundi.

## Biographie

### Jeunesse et formation
Gaël Faye est né en 1982 à Bujumbura, au Burundi, d'une mère rwandaise, réfugiée dans ce pays après les premières vagues de persécution menées contre les Tutsis à la suite de la révolution de 1959, et d'un père français,,. Il est binational.
À la suite du déclenchement de la guerre civile au Burundi en 1993 et du génocide des Tutsis au Rwanda en 1994, il fuit son pays natal pour la France, à l'âge de treize ans. Inscrit sur les listes de rapatriement, il arrive en France avec sa sœur en avril 1995 ; il est d'abord accueilli par une famille près d'Oyonnax, puis rejoint sa mère à Versailles.
Pendant son adolescence, il découvre le rap et le hip-hop. Il trouve dans la musique un moyen d'extérioriser la douleur de l’exil et de se reconstruire après avoir perdu ses repères.
Il étudie au lycée Jules-Ferry à Versailles, puis, dans une école de commerce, il obtient ensuite un master de finance à l'École nationale d'assurance (ENAss) et travaille durant deux ans à Londres pour un fonds d'investissement,. Il quitte la cité de Londres pour se lancer dans l'écriture et la musique.

### Carrière

#### Musique
Gaël Faye participe au collectif de slammeurs parisiens « Chant d’encre » avec, entre autres, Apkass (Alain Kassanda), Säb, Neggus, Edgar Sekloka,.
Gaël Faye forme le groupe Milk Coffee and Sugar avec Edgar Sekloka. Le duo sort un album en 2009 et est nommé « découverte » du Printemps de Bourges en 2011. Edgar Sekloka quitte le duo en 2015.
Pili Pili sur un croissant au beurre, le premier album solo de Gaël Faye, sort en 2013 sur le label Motown France. Produit par le compositeur Guillaume Poncelet,, le disque est enregistré entre Paris et Bujumbura. Le chanteur angolais Bonga est invité sur le titre Président. Pytshens Kambilo, Tumi Molekane et Ben l'Oncle Soul participent également à l'enregistrement. Le disque reçoit le Prix Charles-Cros des lycéens (2012-2014) de la nouvelle chanson francophone.
Un documentaire diffusé par France Ô, intitulé Quand deux fleuves se rencontrent, réalisé par Nicolas Bozino et Toumani Sangaré, retrace son parcours.
En 2015, Gaël Faye signe un contrat de management avec Excuse My French.
Il a collaboré avec de nombreux artistes, dont Mulatu Astatke, Bonga Kuenda, Kolinga, Ben l’Oncle Soul, Saul Williams et l'artiste Lubiana en 2024.
Le 19 octobre 2018, il dévoile Balade brésilienne, avec Flavia Coelho en vedette, un extrait de son second EP Des fleurs, prévu pour le 2 novembre de la même année. En 2019, il fait une apparition dans l'album La Nuit du réveil d'Oxmo Puccino avec qui il interprète Parce que la vie.
Son second album, Lundi méchant, sort le 6 novembre 2020. Le premier extrait, intitulé Respire, sort le 26 août 2020.
En 2021, il signe la publicité Hexagonal pour la SNCF.
En la date du 30 mai 2022, son album Lundi méchant est officiellement nommé disque d'or, c'est une première pour lui.
Le 1er juillet 2022, il sort l'EP Mauve Jacaranda qui clôture sa trilogie botanique.

#### Littérature

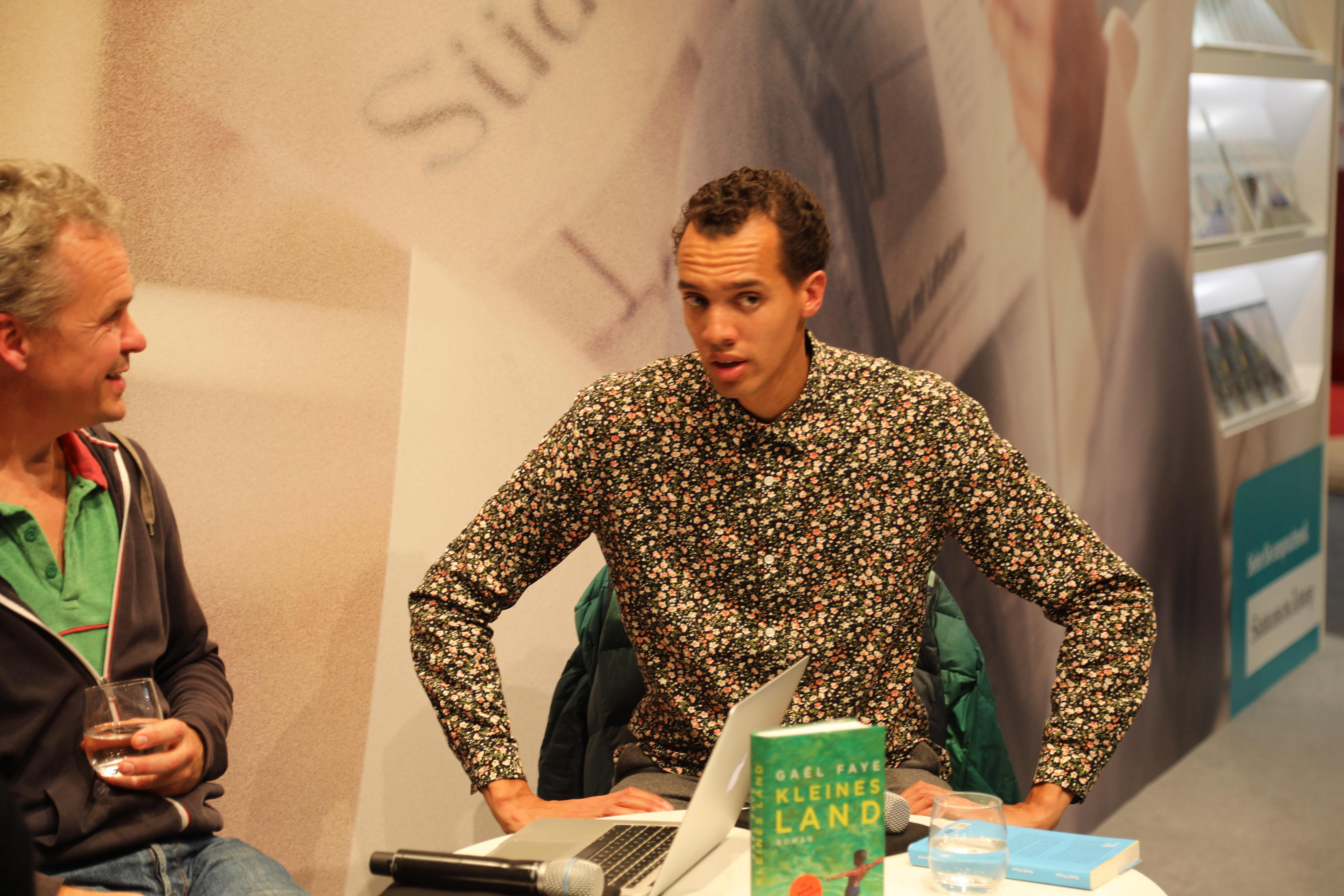
Gaël Faye présente son livre Kleines Land traduit en allemand à la Foire du livre de Francfort en 2017.

En  août 2016, Gaël Faye publie chez Grasset son premier roman, partiellement autobiographique, Petit Pays. Bien accueilli par la critique, son livre remporte de nombreux prix, dont le Prix du roman Fnac,, le prix du premier roman français, le prix Goncourt des lycéens, et le prix du roman des étudiants France Culture-Télérama. Le succès du livre permet à Gaël Faye de gagner en notoriété. Il est invité sur le plateau d'On n'est pas couché le 24 septembre 2016, puis enchaîne les interviews et les séances de signatures.
En 2017, à l’occasion de la sortie en poche de son roman, il entame une tournée de lectures musicales d'une trentaine de dates à travers la France. Aux côtés du guitariste Samuel Kamanzi, le spectacle mêle la lecture et la musique.
Petit Pays est adapté au cinéma sous le même nom par Éric Barbier, sur un scénario qu'il a co-écrit avec Gaël Faye. Il est tourné au Rwanda et sort en 2020.
En 2020, Gaël Faye publie L'Ennui des après-midi sans fin, un livre-CD.
En 2021, Gaël Faye co-écrit avec Leymah Gbowee les textes du livre photographique Reaching for Dawn, pour le photographe Elliott Verdier.
En 2024, Gaël Faye publie chez Grasset son deuxième roman, Jacaranda, pour lequel il obtient le prix Renaudot,, dans lequel il évoque la reconstruction du Rwanda après le génocide de 1994, sur quatre générations. Il en fait la lecture en livre audio chez Audiolib, comme il l'avait fait en 2016 pour Petit Pays, alors suivi d'un entretien avec l'auteur, qui avait reçu le Prix Audiolib et en 2017 un Coup de cœur de la parole enregistrée et documents sonores de l'Académie Charles Cros.

### Vie privée
Depuis 2015, il vit à Kigali, la capitale du Rwanda, avec sa femme et ses enfants. Il est le gendre des époux Gauthier, les fondateurs du Collectif des parties civiles pour le Rwanda,, association dont il est le secrétaire.

## Discographie

### En solo

#### EP
- 2022 : Éphémère (avec Grand Corps Malade et Ben Mazué)

## Publications

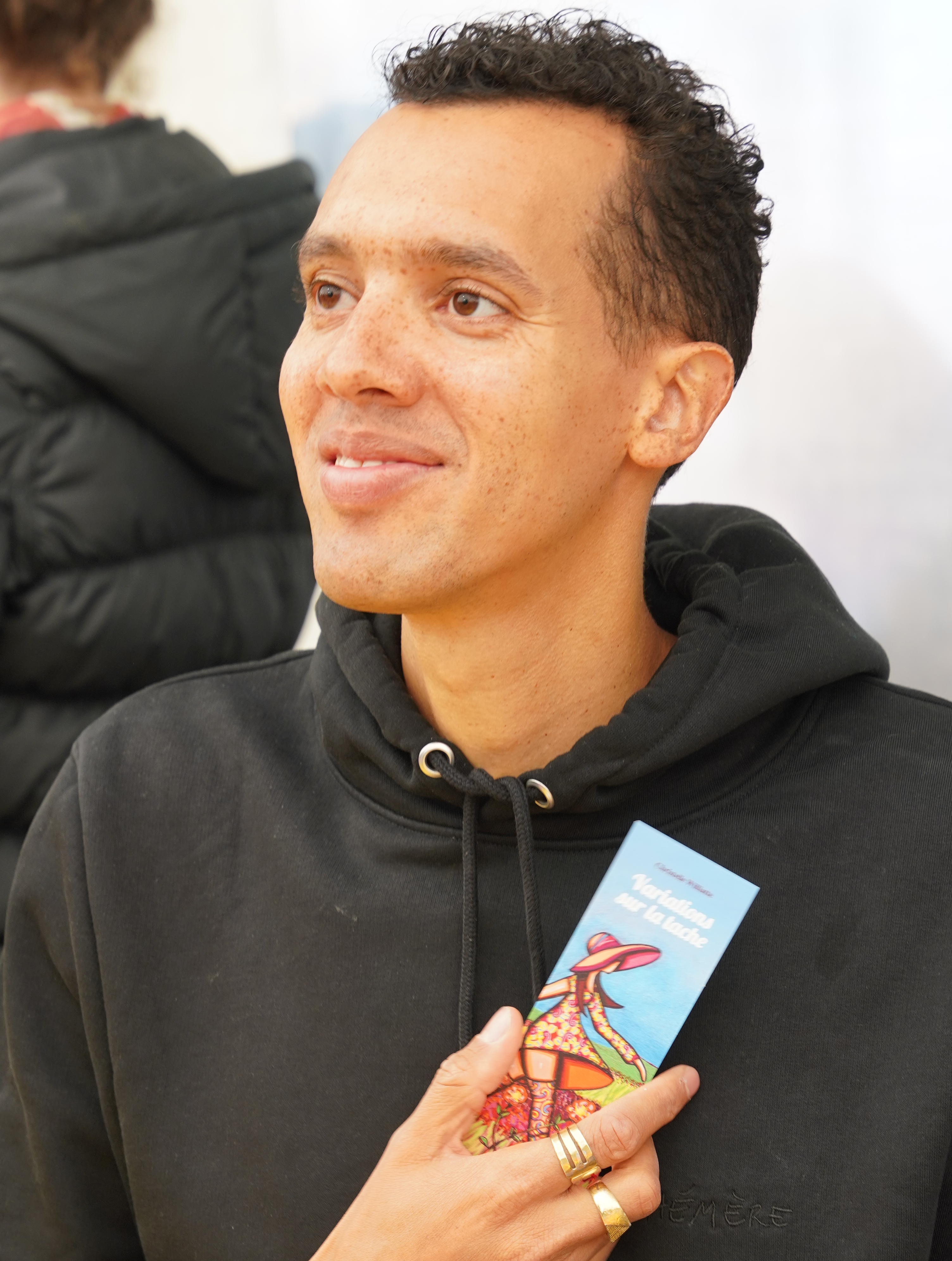
En dédicace lors de la manifestation Le Livre sur la place en 2024 pour Jacaranda.

### Fiction
- Petit Pays, Paris, Grasset, 2016, 224 p. (ISBN 978-2-246-85733-4, lire en ligne)
- Jacaranda, Paris, Grasset, 2024, 288 p. (ISBN 978-2246831457)

### Livres audio
- Petit pays, suivi d'un entretien avec l'auteur, lu par l'auteur, Paris, Audiolib, 2016, 5h40  (ISBN 9782367622804 et 9782367623306)
- Jacaranda, lu par l'auteur, Paris, Audiolib, 2024, 6h55  (ISBN 9791035416621 et 9791035417215)

## Distinctions
- Prix Charles-Cros des lycéens
- Prix du roman Fnac 2016 pour Petit Pays
- Prix du premier roman français 2016 pour Petit Pays
- Prix Goncourt des lycéens 2016 pour Petit Pays
- Prix Choix Goncourt de l'Orient 2016 pour Petit Pays
- Liste Goncourt : le choix polonais 2016[33] pour Petit Pays
- Prix du roman des étudiants France Culture-Télérama 2016 pour Petit Pays
- Finaliste du Prix Goncourt 2016[34] pour Petit Pays
- Sélection du Prix Patrimoines 2016[35] pour Petit Pays
- Coup de cœur Parole Enregistrée et Documents Sonores 2017 de l’Académie Charles-Cros, proclamé le 15 septembre 2019 au Jardin du Musée Jean de la Fontaine à Château-Thierry[36]
- Victoires de la musique 2018 : Révélation scène
- Nommé au prix Charles-Cros des lycéens lors de la sélection-2020-2021 pour sa chanson Respire[37]
- Grand Prix du Public 2023 au Festival du documentaire sur la Justice[38]
- Prix Renaudot 2024 pour Jacaranda[39]